# Hexen hexen
Hexen hexen (orig. The Witches) ist ein 1983 erschienenes Kinderbuch des englischen Schriftstellers Roald Dahl. Die erste deutsche Ausgabe erschien 1986 in der für lange Zeit einzigen Übersetzung von Sybil Gräfin Schönfeldt. 2022 erschien die Neuübersetzung.

## Handlung
Das Buch erzählt aus der Perspektive eines Ich-Erzählers die Geschichte eines Jungen, der bei seiner Großmutter in Norwegen lebt. Sie erzählt ihm von „echten Hexen“, die ganz anders sind als im Märchen: Echte Hexen haben keine Haare, keine Zehen, haben Krallen statt Fingernägeln, große Nasenlöcher und blaue Spucke. Das wirklich Unheimliche an Hexen ist, dass sie wie ganz normale Frauen aussehen können.
Hexen hassen Kinder und ihr Lebenssinn besteht darin, diesen aufzulauern und sie zu verzaubern. Die Großmutter erzählt von Kindern, die verschwanden und sogar von Hexen verwandelt wurden. Sie erläutert, woran man eine Hexe erkennt und wie man sich vor ihr schützen kann. So muss man z. B., um vor dem Geruchssinn einer Hexe geschützt zu werden, schmutzig sein, oder man sieht einer verdächtigen Frau in die Augen und die Pupillenfarbe ändert sich regelmäßig.
Als seine Eltern sterben, ziehen die beiden nach England. Während er ein Baumhaus baut, versucht eine Frau ihn dazu zu bringen, zu ihr zu kommen, damit sie ihm eine Schlange schenken kann. Doch er bleibt von ihr fern, bis sie verschwindet. Die Frau war eine Hexe und er hat sich an die Warnungen gehalten.
Eines Tages machen sie Urlaub in einem Hotel, weil die Großmutter an einer Lungenentzündung erkrankte. Der Junge will seinen weißen Mäusen Kunststücke beibringen und versteckt sich im Festsaal des Hotels. Kurz darauf kommt die KGVK (Königliche Gesellschaft zur Verhinderung von Kindesmisshandlungen), die aus hunderten von Frauen besteht. Hinter einem Wandschirm versteckt sieht er, dass die Frauen in Wahrheit Hexen sind und die Gesellschaft nur Tarnung ist. Er ist mitten in einen Hexenkongress hineingeraten und sieht die Hoch- und Großmeisterhexe. Sie verkündet den Plan, alle Kinder Englands mit einem Zaubertrank in Mäuse zu verwandeln, sodass diese dann unwissentlich von ihren Lehrern als Ungeziefer erschlagen würden.
Bald darauf tarnen sich die Hexen wieder, um den kleinen Bruno hereinzulassen. Die Großmeisterhexe hat ihn mit dem Versprechen von Schokolade angelockt, um die Wirkung ihres Zaubertranks zu demonstrieren. Vor den Augen aller Hexen wird Bruno erfolgreich in eine Maus verwandelt. Als der Ich-Erzähler versucht, zu entkommen, wird er entdeckt und ebenfalls in eine Maus verwandelt. Zum Glück sind seine Stimme und sein Wesen erhalten geblieben, ebenso bei Bruno. Zusammen gelingt es den beiden, bis zur Großmutter zu kommen. Alle drei wollen verhindern, dass den anderen Kindern Englands das gleiche Schicksal widerfährt. Der Junge und seine Großmutter hecken einen Plan aus: Die Großmutter lässt von ihrem Balkon aus den Jungen an einem Strickstrumpf in das Zimmer der Hoch- und Großmeisterhexe hinunter, welches genau unter ihrem ist, um den Zaubertrank zu stehlen, was auch gelingt. Danach schummelt der Junge sich mit dem Zaubertrank in die Hotelküche und versetzt damit das Abendessen der Hexen. So werden alle Hexen (einschließlich ihrer Anführerin) in Mäuse verwandelt und von dem Hotelpersonal erschlagen. Die Kinder von England sind gerettet. Bruno bleibt eine Maus und kehrt als solche zu seiner Familie zurück.
Der Junge zieht mit seiner Großmutter nach Norwegen zurück, wo die zwei einen neuen Plan schmieden: Sie wollen den Mäusemacher selbst herstellen, von Land zu Land reisen, um die Welt endlich von der gesamten Hexengesellschaft zu befreien.

## Verfilmungen
Das Buch wurde 1990 von Nicolas Roeg erstmals verfilmt. Die große Oberhexe wurde von Anjelica Huston dargestellt und Rowan Atkinson spielte den Hotelbesitzer Mr. Stringer. Jim Henson Productions half bei der Darstellung der Mäuse. Eine weitere Verfilmung unter der Regie von Robert Zemeckis wurde im Oktober 2020 veröffentlicht.

### Ausgaben
- The Witches (1983) ISBN 0-374-38457-6
- Hexen hexen – das Buch zum Film, rororo Rotfuchs (1986) ISBN 3-499-20587-4
- Hexen hexen, Kinderbuchverlag Berlin (1988)
- Hexen hexen, Rowohlt Taschenbuch Neuauflage (2002) ISBN 3-499-21210-2
- Hexen hexen, Lesung mit Ulrich Noethen (2007) ISBN 978-3-89940-705-1
- Hexen hexen, Comic von Pénélope Bagieu bei Reprodukt (2020) ISBN 3-95640-225-1
- Hexen hexen, Penguin Junior (2022) ISBN 978-3-328-30159-2